# Soul on Board
Soul on Board è il primo album solista di Curt Smith, membro della pop band britannica Tears For Fears. È stato pubblicato il 23 agosto 1993.

## Il disco
Questo album è stata la prima esperienza musicale di Smith dopo aver abbandonato i Tears For Fears nel 1991. Preceduto dal singolo Calling Out, sia l'album che il singolo ebbero uno scarso successo e non riuscirono ad arrivare in classifica nel Regno Unito. Negli USA l'album non venne mai pubblicato, ma vennero distribuite delle cassette promozionali in quantità molto limitata, il che fa pensare che originariamente era stata pianificata l'uscita dell'album anche negli Stati Uniti.
Lo stesso Smith ha dichiarato successivamente di odiare questo album e afferma di averlo fatto soltanto per concludere i suoi impegni contrattuali con la Phonogram/Mercury Records.

## Tracce
1. Soul On Board – 5:13 (Curt Smith, Martin Page)
2. Calling Out – 6:06 (Curt Smith, Franne Golde)
3. Beautiful To Me – 6:19 (Curt Smith, Scott Wilk)
4. Wonder Child – 4:08 (Curt Smith, Billy Livsey)
5. Words – 4:19 (Curt Smith, Nicky Holland)
6. I Will Be There – 4:44 (Curt Smith, Martin Page)
7. No One Knows Your Name – 5:47 (Curt Smith, Colin Woore)
8. Rain – 4:07 (Curt Smith, Billy Livsey)
9. Come The Revolution – 4:13 (Curt Smith, Martin Page)
10. Still In Love With You – 6:46 (Philip Lynott)